# Фут, Адам
Адам Фут (англ. Adam David Vernon Foote; 10 июля 1971, Уитби, Онтарио, Канада) — канадский хоккеист, закончивший профессиональную карьеру. Играл на позиции защитника. Олимпийский чемпион 2002 года, участник трёх Олимпиад (1998, 2002, 2006) в составе сборной Канады. Большую часть карьеры провёл в клубе НХЛ «Колорадо Эвеланш», вместе с которым дважды выигрывал Кубок Стэнли (1996, 2001).

## Клубная карьера
Адам начинал играть в хоккей в одной из многочисленных канадских детских лиг Brooklin-Whitby Minor Hockey Association. В его команде тогда играл другой будущий известный энхаэловец (и партнер по олимпийской сборной Канады 1998) Кейт Примо.
В 17 лет Фут начал выступать в одной из трёх крупнейших юниорских канадских лиг — хоккейной лиге Онтарио (OHL) , в составе клуба «Су Сент-Мари Грейхаундс». За эту команду, базирующуюся в небольшом 75-тысячном городке Су Сент-Мари, Адам провёл три сезона, выиграв в 1991 году титул чемпиона OHL.
В 1989 году молодой защитник был выбран на драфте Национальной хоккейной лиги клубом «Квебек Нордикс». Фут дебютировал в составе «Нордикс» в 1991-м и играл в его форме в течение четырёх последних лет его существования — летом 1995-го клуб переезжает в Денвер и с этих пор носит название «Колорадо Эвеланш».
Несмотря на переезд, команде удалось сохранить своих лидеров — Джо Сакика, Петера Форсберга, Валерия Каменского, а в течение сезона 1995/1996 в результате обменов получить ещё несколько игроков, отлично вписавшихся в коллектив, включая голкипера Патрика Руа. Это привело к тому, что уже в первый же год своего существования «Колорадо» побеждает в розыгрыше Кубка Стэнли, обыграв в финальной серии «Флориду Пантерз» со счётом 4-0.
Пять лет спустя, в 2001-м, «Лавина» выигрывает главный трофей Северной Америки во второй раз. На этот раз в финале повержен «Нью-Джерси Девилз», счёт в серии 4-3.
В следующем сезоне действующие чемпионы не смогли пробиться в финал, уступив в семи матчах заклятому сопернику «Детройт Ред Уингз» в финале Западной конференции.
Сезон 2002/2003 стал для Фута лучшим в плане результативности. 11 голов и 31 очко в регулярном чемпионате — больше защитник-домосед не набирал никогда.
Сезон 2004/2005 в НХЛ не проводился из-за локаута, вызванного финансовыми разногласиями между профсоюзом игроков и руководством лиги. Как и большинство североамериканских хоккеистов, Фут за весь локаутный год не сыграл ни одного матча на профессиональном уровне.
А летом 2005-го, когда стало ясно, что локаут вот-вот закончится, Адам решил уйти из «Колорадо» и подписал трёхлетнее соглашение с «Коламбус Блю Джекетс» на сумму 13,5 миллионов долларов. «Коламбус» был на тот момент совсем молодым клубом, проведшим в НХЛ лишь 4 сезона и ни разу не выходивший в плей-офф (впрочем, за три года с Футом «Голубые жакеты» также ни разу не смогли попасть в число 16 лучших команд лиги).
На первый же матч за свою новую команду Фут вышел в качестве альтернативного капитана, а начиная с декабря 2005-го и до истечения контракта он был её капитаном — четвёртым капитаном в недолгой истории клуба.

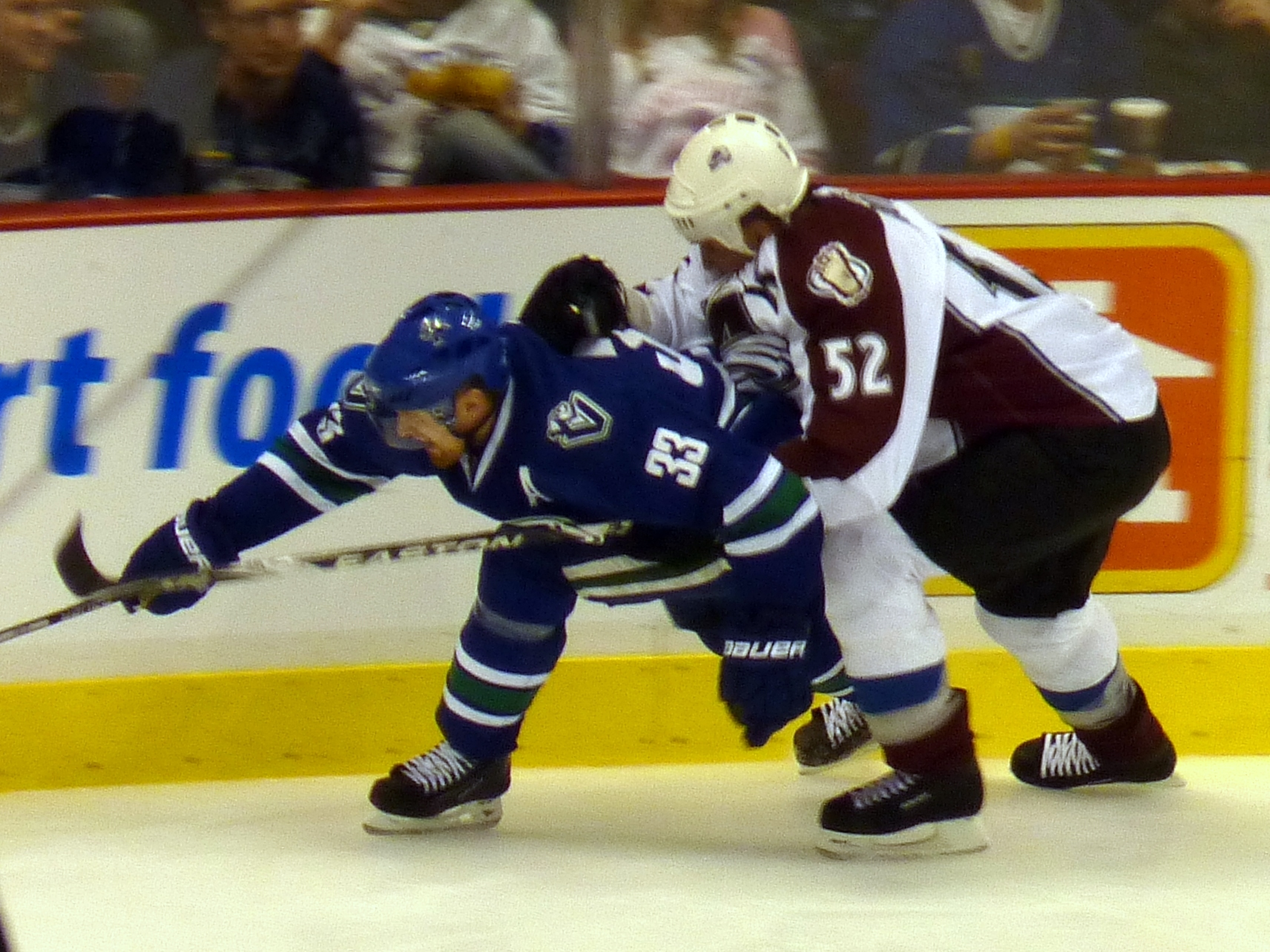
Фут в борьбе с Хенриком Седином (2010 г.)

Впрочем, от звонка до звонка отработать свой контракт с «Коламбусом» Футу не довелось. 26 февраля 2008 он был обменян в практически родное «Колорадо Эвеланш». В прессу просочилась информация, что «Коламбус» хотел подписать Фута ещё на несколько лет, но не смог договориться с ним по цене и поэтому обменял. К тому же, Адам хотел закончить карьеру именно в «Колорадо», пусть даже и за меньшие деньги.
Доиграв остаток сезона за «Эвеланш» и впервые за четыре года вновь попробовав на вкус плей-офф НХЛ, летом 2008 Фут заключил с «Колорадо» новое соглашение, по условиям которого за следующие два года в форме денверского клуба он должен был получить 6 миллионов долларов.
Первый из них оказался крайне неудачным. Адама мучили травмы, из-за которых он сыграл лишь в 42 матчах. Та же напасть преследовала и других ключевых игроков команды, и в конце сезона «Лавина» обнаружила себя на последнем месте в Западной конференции.
Многолетний капитан «Колорадо» Джо Сакик после этого решил закончить карьеру. Его преемником был назначен Адам Фут. Он стал восьмым капитаном в истории клуба и только вторым после переезда из Квебека в Денвер.
В сезоне 2009/2010 команда попала в плей-офф, но уступила «Сан-Хосе Шаркс» уже в первом раунде, в шести матчах. Летом 2010 Фут продлил трудовое соглашение ещё на один год, удовлетворившись суммой в один миллион долларов.
Сезон 2010/2011 стал для 39-летнего ветерана последним в карьере. Последний матч в НХЛ он провёл 10 апреля 2011 против «Эдмонтона» — в завершающем матче регулярного чемпионата «Лавины» победили 4:3 (ОТ) и подсластили тем самым горькую пилюлю непопадания в плей-офф. Фут был признан первой звездой встречи.

## Международная карьера
Фут дебютировал в составе национальной сборной Канады на Кубке мира 1996 года, окончившимся поражением в финале от американцев. Адам сыграл во всех восьми матчах турнира и отметился одной заброшенной шайбой.
Два года спустя защитника «Колорадо» пригласили на Олимпийские игры в Нагано. Это была первая Олимпиада, в которой участвовали игроки НХЛ. «Кленовые листья» заняли на ней только четвёртое место, проиграв в полуфинале чехам, а в матче за третье место финнам. Адам записал на свой счёт одну голевую передачу.
В 2002-м Фут был вновь вызван в олимпийскую сборную и помог партнерам впервые за 50 лет завоевать для своей страны золото Олимпийских игр. В финальном поединке была повержена команда Соединённых Штатов со счетом 5:2. Адам забил один гол в шести матчах турнира.
В 2004-м состоялся второй розыгрыш Кубка мира. В коротком турнире, прошедшем осенью локаутного года, лучшие хоккеисты планеты определили сильнейшую сборную. И вновь победила Канада, обыграв в финале сборную Финляндии, в то время как Адам сделал целых три голевых передачи в шести матчах и попал в символическую сборную Кубка мира 2004.
Пятым и заключительным турниром для Фута в форме с кленовым листом на груди стали Олимпийские игры 2006 года в Турине. Считавшиеся фаворитами, канадцы финишировали только седьмыми, проиграв в 1/4 финала команде России (0:2).

## Награды и достижения
- Обладатель Кубка Стэнли: 1996, 2001
- Серебряный призёр Кубка мира: 1996
- Олимпийский чемпион: 2002
- Обладатель Кубка мира: 2004

## Статистика
| Легенда | Легенда                    | Легенда | Легенда                   | Легенда | Легенда    |
| ------- | -------------------------- | ------- | ------------------------- | ------- | ---------- |
| И       | Количество проведённых игр | Штр     | Штрафное время            | +/−     | Плюс-минус |
| Г       | Голы                       | П       | Голевые передачи          | О       | Очки       |
| -       | Статистика неизвестна      | —       | Статистика не учитывалась |         |            |